# Katrin Schultheis und Sandra Sprinkmeier

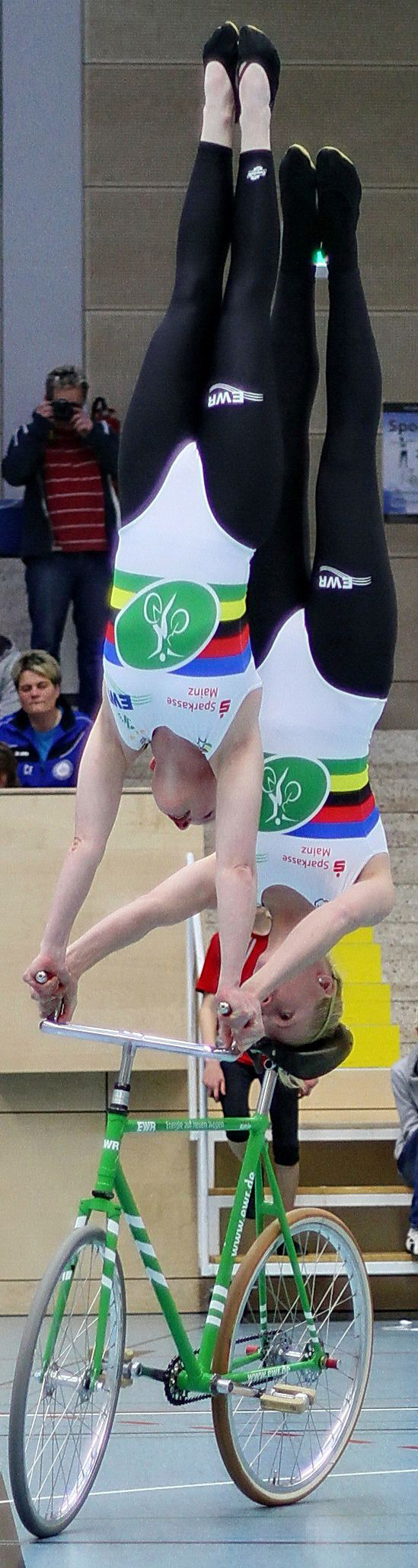
Lenkerhandstand / Sattelkopfstand, 2012

Die Radsportlerinnen Katrin Roßmann (* 1984 in Mainz als Katrin Schultheis) und Sandra Sprinkmeier (* 1984 in Mainz) sind ein ehemaliges deutsches Kunstrad-Duo und sechsmalige Weltmeisterinnen im Zweier-Kunstradfahren.

## Werdegang
Katrin Schultheis kam 1995 über ihre Freundin Sandra Sprinkmeier zum Kunstradfahren und seit 2002 fuhren die beiden miteinander in der deutschen Nationalmannschaft.
Sie wurden trainiert von Marcus Klein, konnten sich elfmal hintereinander für die Teilnahme an Weltmeisterschaften qualifizieren und sechsmal Gold gewinnen: 2007, 2008, 2009, 2011, 2012 und 2014.

### Weltmeisterschaften
Von 2004 bis 2006 werden sie dreimal in Folge Vizeweltmeisterinnen.
Im November 2007 gewannen die beiden erstmals den Weltmeistertitel im Zweier-Kunstradfahren der Frauen, den sie 2008 und 2009 erfolgreich verteidigen konnten.
2010 wurden sie in Stuttgart Vizeweltmeister.
2011 konnten sie den Weltmeistertitel zurückerobern und 2012 erneut gewinnen.
Bei der WM 2013 in Basel unterlagen sie dem deutschen Duo Jasmin Soika und Katharina Wurster mit 150,18 zu 150,97 Punkten.
2014 konnten sie im tschechischen Brünn erneut das Regenbogentrikot der Weltmeisterinnen im Zweier-Kunstradfahren gewinnen.
Sie hielten bis Ende 2007 mit 316,39 Punkten den Weltrekord, welcher durch das seit 2008 gültige Reglement der Union Cycliste Internationale aufgehoben wurde.
Gegenwärtig halten sie mit 165,12 Punkten erneut den Weltrekord, aufgestellt bei der 2. German-Masters-2013 in Kirchdorf an der Iller.

### Deutsche Meisterschaften
Die Deutschen Meisterschaften konnten sie 2006, 2009, 2012 und 2014 für sich entscheiden.
Und von 2006 bis 2008 sowie von 2010 bis 2014 feierten sie achtmal den Gesamtsieg der German-Masters-Serie.
Das Duo startete für den RV Mainz-Ebersheim und ihre Trainingsstätten befanden sich überwiegend in Ebersheim, Wörrstadt sowie Klein-Winternheim und Mainz-Hechtsheim.
Außerhalb des reinen Wettkampfsports traten die beiden seit Jahren gemeinsam mit einem Show-Programm auf.
Im Dezember 2014 erklärten Schultheis und Sprinkmeier ihren Rücktritt vom Leistungssport.

## Vita

### Katrin Schultheis
Katrin Schultheis wurde am 25. Januar 1984 in Mainz geboren.
Sie ist von Beruf Physiotherapeutin und außerdem Vizepräsidentin des Radsportverbandes Rheinhessen.

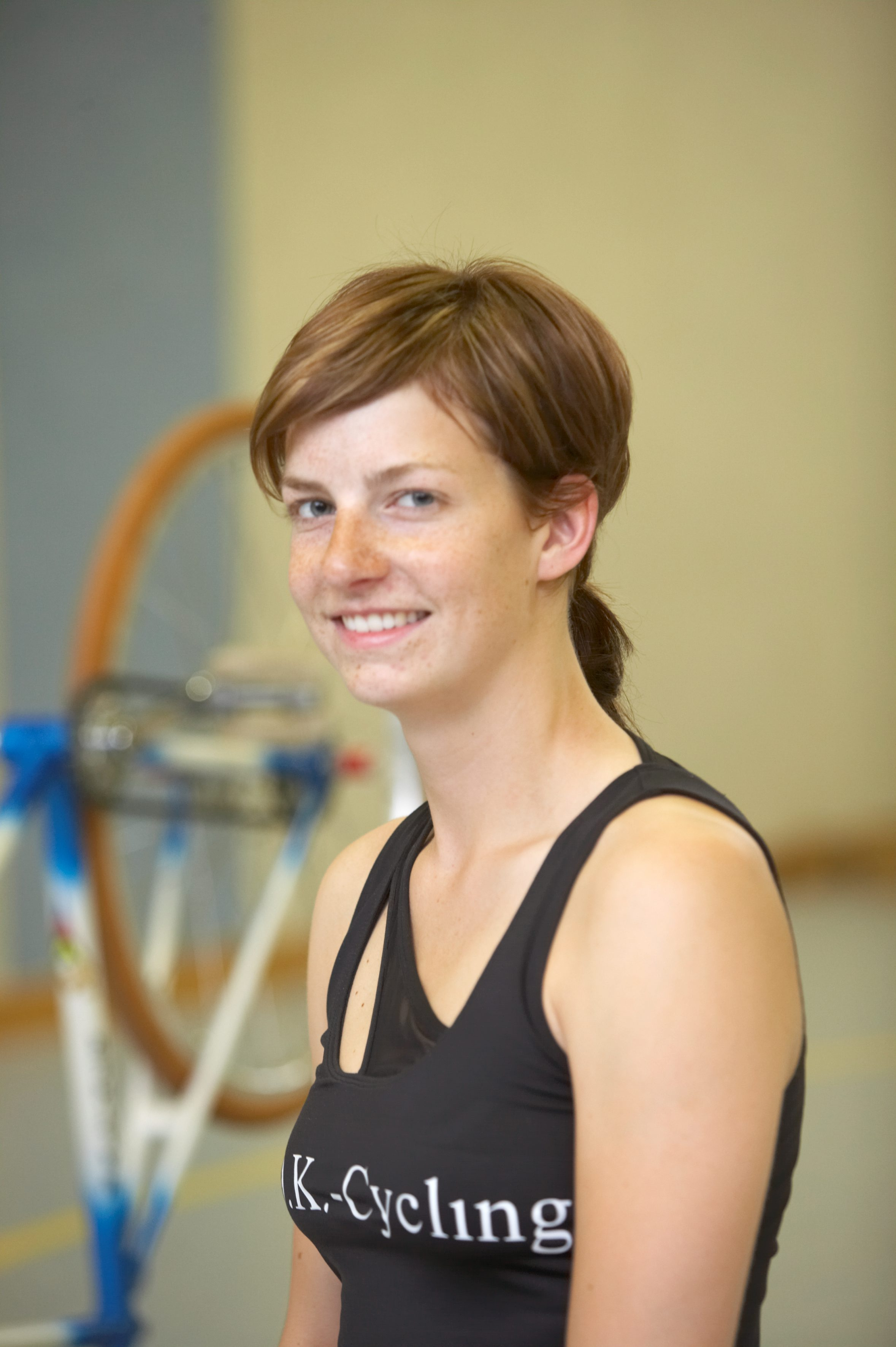
Katrin Schultheis (2006)
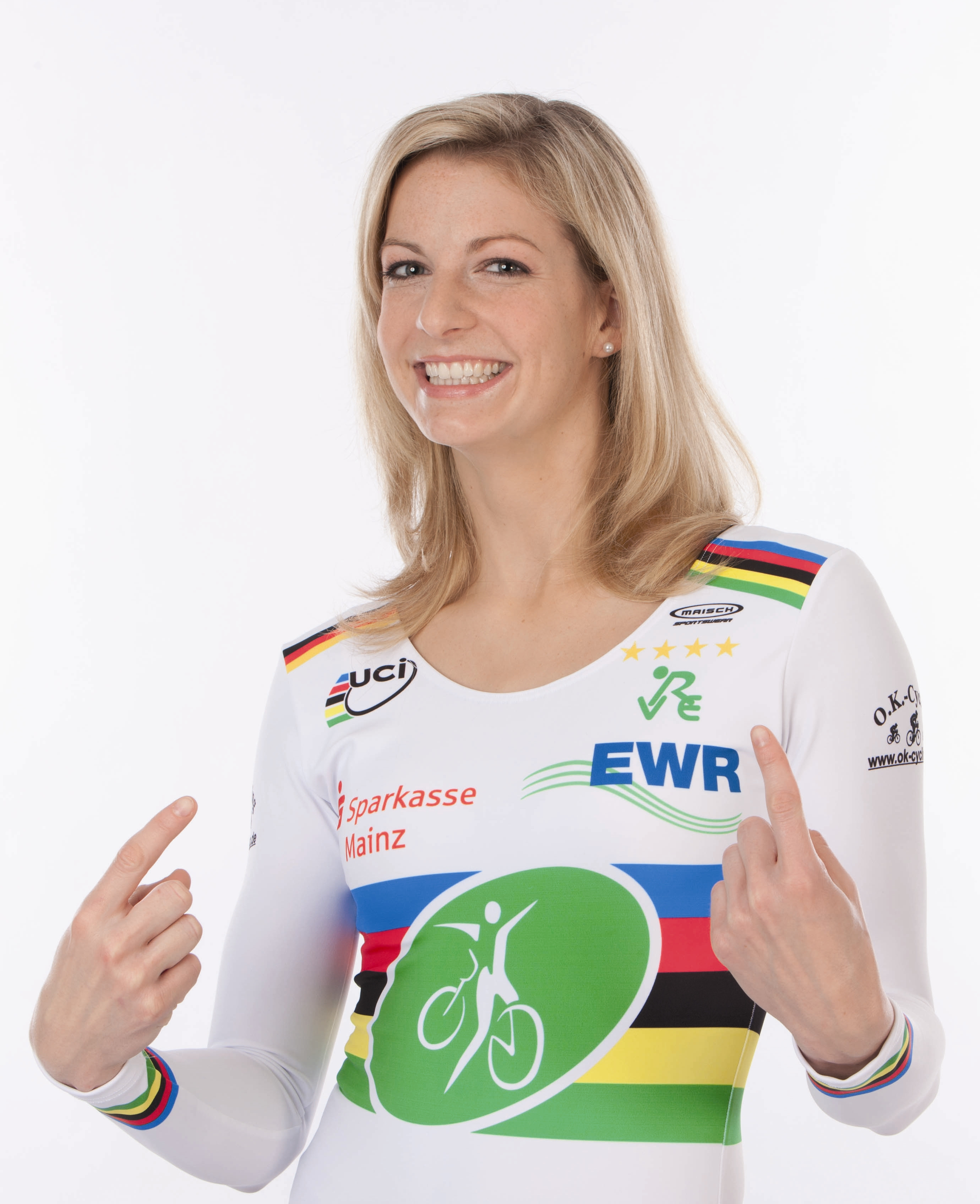
Katrin Schultheis (2011)

### Sandra Sprinkmeier
Sandra Sprinkmeier wurde am 31. Mai 1984 in Mainz geboren.
Sie ist heute als Gymnasiallehrerin für Sport und Mathematik tätig.

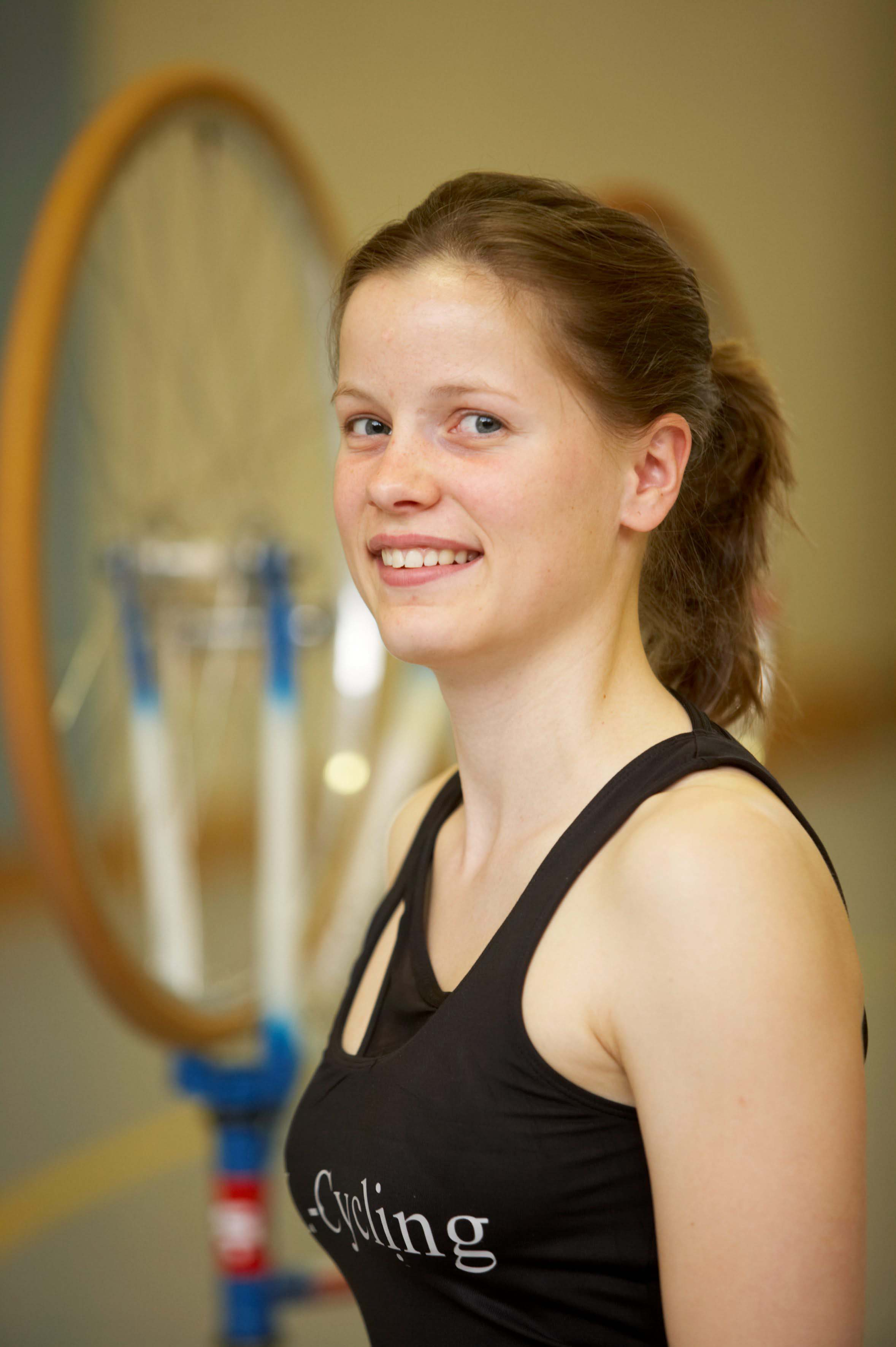
Sandra Sprinkmeier (2006)
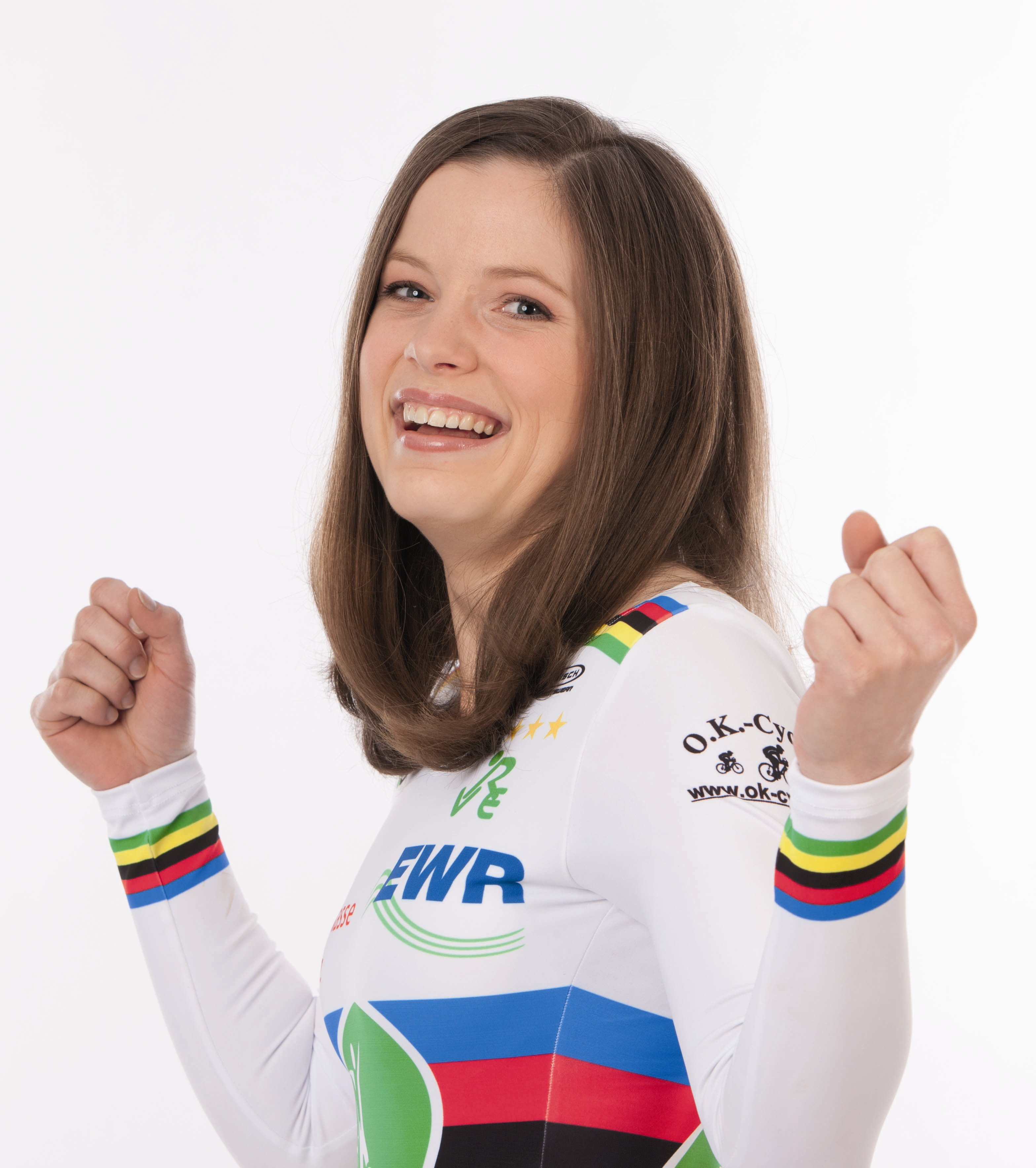
Sandra Sprinkmeier (2011)

## Erfolge

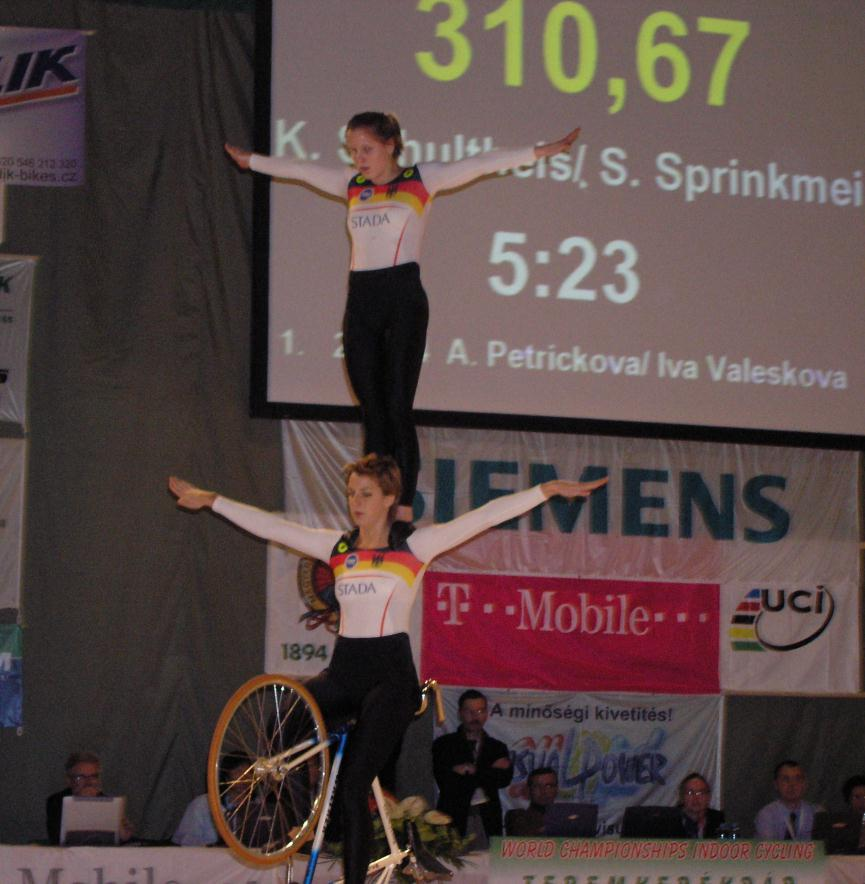
Weltmeisterschaft 2004

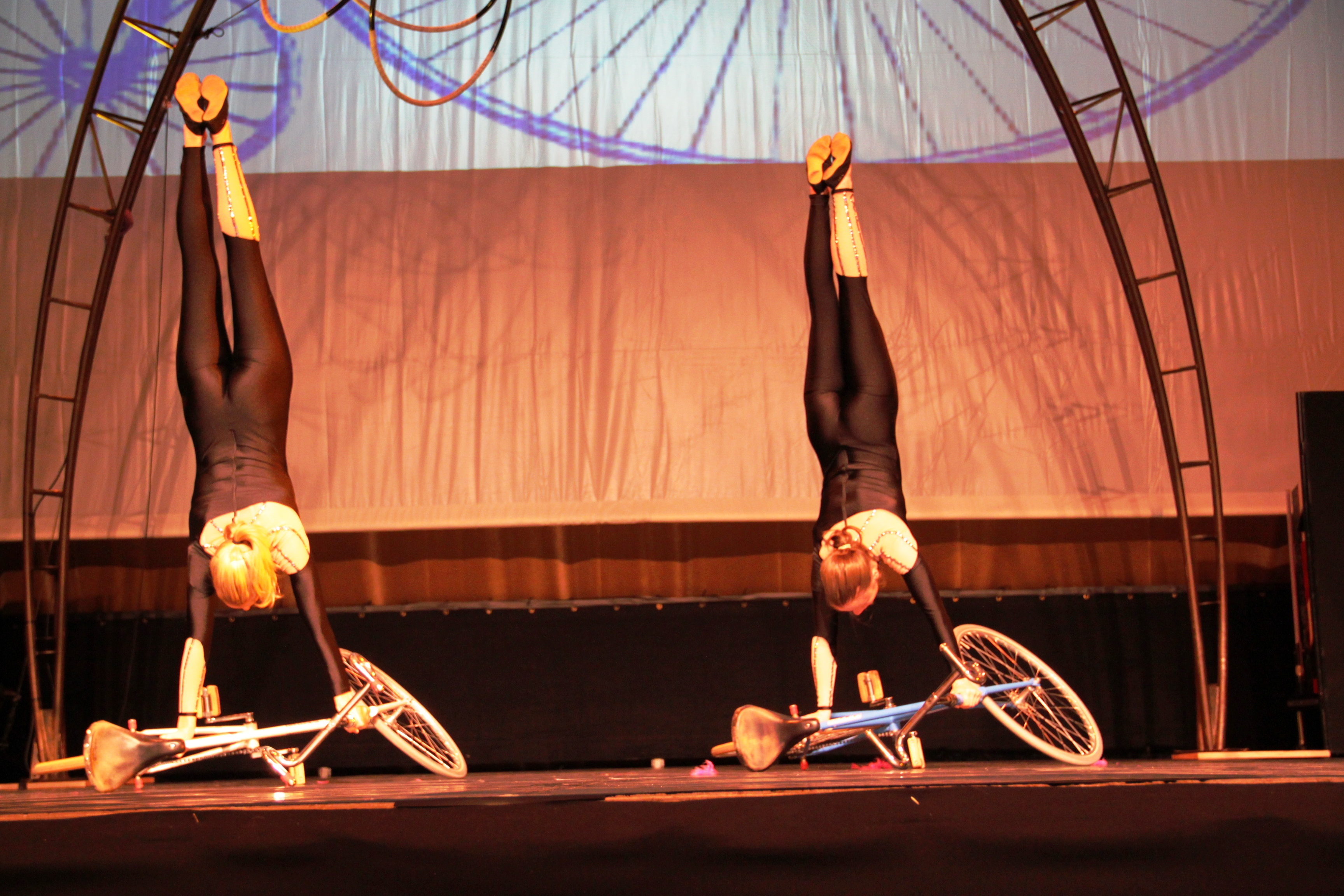
Bei einer Show 2011

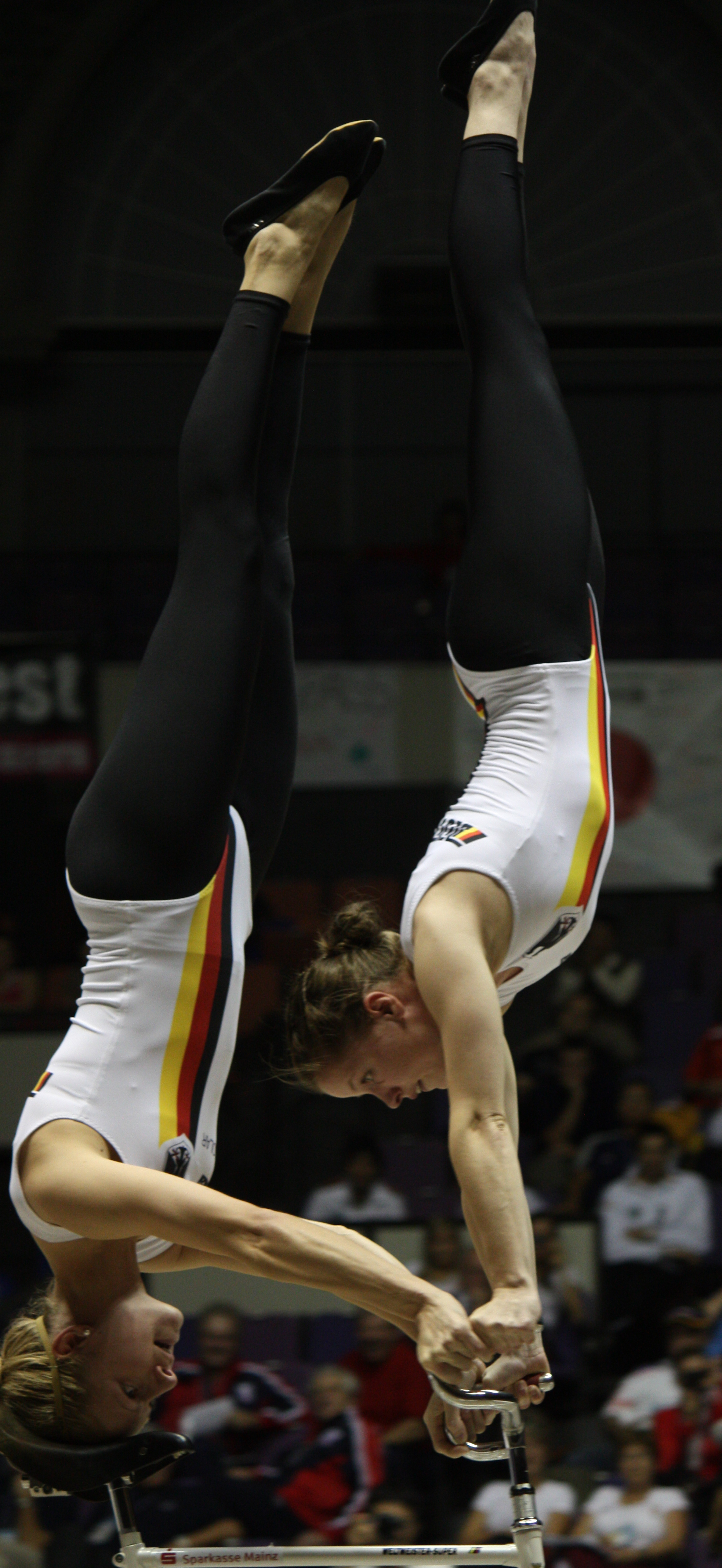
Weltmeisterschaft 2011 in Kagoshima (Japan)

Bestleistung: 318,90 Punkte beim Tönges-Cup 2005 in Mainz-Ebersheim

Bestleistung (neue Wertung): 165,12 Punkte
Hier eine Auflistung der größten Erfolge:

2014
- Kunstrad-Weltmeisterinnen bei den Hallenradsport-Weltmeisterschaften 2014 in Brünn
- Deutsche Meisterinnen 2014, Denkendorf[10]
- Gesamtsiegerinnen der German Masters

2013
- Vizeweltmeisterinnen Kunstrad bei den Hallenradsport-Weltmeisterschaften 2013 in Basel mit 150,18 Punkten[11]
- Gesamtsiegerinnen der German Masters
- Verbesserung des Weltrekordes auf 165,12 Pkt.[12]

2012
- Weltmeisterinnen Kunstrad bei den Hallenradsport-Weltmeisterschaften 2012 in Aschaffenburg
- Deutsche Meisterinnen 2012
- Gesamtsiegerinnen der German Masters
- Verbesserung der Weltbestleistung auf 160,75 Punkte

2011
- Weltmeisterinnen Kunstrad bei den Hallenradsport-Weltmeisterschaften 2011 im japanischen Kagoshima[13]
- Gesamtsiegerinnen der German Masters
- Verbesserung des Weltrekords auf 160,43 Punkte und knackten damit als erste Fahrerinnen die 160-Punkte-Marke.
- Siegerinnen beim Internationalen Rheinhessen-Pokal, Wormser Kunstrad-Cup

2010
- Vizeweltmeisterinnen Kunstrad bei den Hallenradsport-Weltmeisterschaften 2010 in Stuttgart
- Gesamtsiegerinnen der German Masters
- Verbesserung des Weltrekords auf 156,33 Punkte
- Deutsche Vizemeisterinnen
- Siegerinnen beim Drei-Nationen-Cup in Pfungen (Schweiz), Wormser Kunstrad-Cup, Internationalen-Pankrac-Cup Memoriál Jana Krištůfka in Prag sowie der Internationalen-Bodensee-Meisterschaft in Mühlhausen-Ehingen

2009
- Weltmeisterinnen Kunstrad bei den Hallenradsport-Weltmeisterschaften 2009 in Tavira (Portugal)[14]
- UCI-Ranking-Siegerinnen
- Deutsche Meisterinnen 2009
- Verbesserung des Weltrekordes auf 150,75 Punkte[15]
- Verbesserung des deutschen Rekordes auf 152,35 Punkte
- Verbesserung der Weltbestleistung auf 155,75 Punkte

2008
- Weltmeisterinnen Kunstrad bei den Hallenradsport-Weltmeisterschaften 2008 in Dornbirn (Österreich)
- UCI-Ranking-Siegerinnen
- German-Masters-Siegerinnen-2008
- Deutschland-Cup-Siegerinnen-2008
- Deutsche Vizemeister 2008
- 1. Platz German-Masters (Finale) in Weissach i.T.
- 1. Platz German-Masters (Finale) in Duisburg
- 1. Platz German-Masters (Finale) in Moers
- 2. Platz Festival der Weltrekorde

2007
- Weltmeisterinnen Kunstrad bei den Hallenradsport-Weltmeisterschaften 2007 in Winterthur
- Neuer Weltrekord mit 316,39 Punkten in der Vorrunde der Weltmeisterschaft
- UCI-Ranking-Siegerinnen
- German-Masters-Serie Siegerinnen

2006
- Vizeweltmeisterinnen Kunstrad bei den Hallenradsport-Weltmeisterschaften 2006 in Chemnitz
- Deutsche Meisterinnen
- Neuer Weltrekord mit 316,18 Punkten bei der Deutschen Meisterschaft
- German-Masters-Serie Siegerinnen (mit Sieg in allen Durchgängen)
- Nationale Bestenliste: Platz 1

2005
- UCI-Ranking-Siegerinnen
- Vizeweltmeisterinnen Kunstrad bei den Hallenradsport-Weltmeisterschaften 2005 in Freiburg im Breisgau
- Deutsche Vizemeisterinnen
- 2. Platz German-Masters-Serie
- 5. Platz „Radsportlerinnen des Jahres“, gewählt von den Lesern der Zeitschrift Radsport

2004
- UCI-Ranking-Siegerinnen
- Vizeweltmeisterinnen Kunstrad bei den Hallenradsport-Weltmeisterschaften 2004 in Tata (Ungarn)
- Deutsche Vizemeisterinnen
- 3. Platz European Team Cup
- 2. Platz German-Masters-Serie
- Nationale Bestenliste: Platz 2

2003
- Bronze-Medaille bei der Deutschen-Meisterschaft

## Auszeichnungen
- „Mannschaft des Jahres“ in den Jahren 2008, 2009 und 2012 bei der Landessportler-Wahl von Rheinland-Pfalz[16][17]